# Dragoslav Vujičić
Dragoslav Vujičić (7. septembar 1964. Mojkovac — 30. januar 2021. Podgorica) je  instruktor borilačkih veština, majstor je karatea i nosilac crnog pojasa 8.dan. Diplomirao je 1992. godine na Ekonomskom fakultetu u Podgorici (UCG), 1997. godine završio je Fakultet fizičke kulture na Univerzitetu u Novom Sadu. Predsjednik Kyokushinkai Saveza Crne Gore.

## Biografija
Rođen 7. septembar 1964. godine u Mojkovcu. Nastanjen u Podgorici od 1970. godine. Diplomirani je ekonomista (1992, Ekonomski fakultet u Podgorici). Viši je trener karatea od 1997. na Fakultetu fizičke kulture, Univerziteta u Novom Sadu. Sensei Shihan Dragoslav Vujičić je majstor karatea 8. dana, majstor Jiu-jitsu , internacionalni instruktor borilačkih veština i internacionalni sudija. Zvanje majstora karatea 8. dan mu je dodijelila Svjetska karate organizacija 2016g. (W.K.O.).
Autor je knjige Samoodbrana u Policijskom Postupanju 2007. To je stručna knjiga u policiji, gde se po prvi put definiše zakonska upotreba elemenata tehnika smooddbrane u obavljanju službenih zadataka policije, vojske, i službe obezbeđenja. Napisao je stručni rad Psihički procesi u karate borbi na Fakultetu fizičke kulture Univerziteta u Novom Sadu 1997. godine.
Dobitnik je plakete - Karate unije Srbije (KUS) za doprinos u razvoju borilačkih vještina. Poklonik je borilačkih vještinama od 1975. godine. Trener karatea i borilačkih vještina preko dvije decenije. Instruktor karate kluba „Shotokan – Vujičić“. Takmičar na 6. svjetskom prvenstvu u karateu u Italiji 2007. (polufinale). Finalista 6. Evropskog prvenstva u karateu (4. mjesto) 2008. (BiH).Finalista Svjetskog prvenstva /3.mjesto/ Ukrajina 2009. godine.
Stručno se usavršavao na policijskoj Akademiji Vaxjo u Švedskoj 2006. godine za primjenu borilačkih vještina pripadnika policijskih jedinica.
Učesnik je više seminara iz oblasti borilačkih vještina u organizaciji Svjetske karate Konfederacije (WKC), Svjetske unije karate federacija (WUKF) pod stručnim nadzorom  zaslužnog sportiste SFRJ, najuspešniji takmičar u istoriji karatea i selektora Karate saveza Jugoslavije Sensei prof. Dušana Dačića,  majstora karatea 9. dan.
Predsjednik Kyokushinkai Saveza Crne Gore  , član Osnivačke skupštine Internacionalne karate unije (IKU), član Svjetske karate konfederacije (WKC), član Svjetske unije karatea (WUKF).
Zaposlen u policiji od 1993. godine, na sledećim dužnostima:
- Viši inspektor odsjek spoljnje trgovine Privredni kriminalitet CB Podgorica;
- Viši inspektor (šef odsjeka) za suzbijanje krivičnih djela krađe motornih vozila, Opšti Kriminalitet CB Podgorica;
- Rukovodilac Odsjeka za suzbijanje nedozvoljene trgovine i falsifikata Privredni kriminalitet CB Podgorica
- Od 2004. godine je profesor specijalnog fizičkog   na Policijskoj akademiji u Danilovgradu.

## Bibliografija
- Samoodbrana u policijskom postupanju. Podgorica: Dragoslav Vujičić. 2007. ISBN 978-9940-9149-0-5.  12915216.

## Literatura
- Kadić, Brano (2009). „Prikaz knjige „Samoodbrana u policijskom postupanju” autora Dragoslava Vujičića”. Perjanik — časopis za teoriju i praksu iz oblasti policije, bezbjednosti, kriminalistike i prava. Podgorica; Danilovgrad: MUP Republike Crne Gore; Srednja škola unutrašnjih poslova. 7 (19/20): 176—177.  14488336.

- „Vujičić sensei majstor karatea crni pojas 6. dan”. Policijski glasnik. Podgorica: Uprava policije Crne Gore. III (8): 31. 1. 7. 2010. Архивирано из оригинала 11. 3. 2024. г.